# Міндяк (село)
Міндя́к (рос. Миндяк, башк. Миндәк) — село (колишнє смт) у складі Учалинського району Башкортостану, Росія. Входить до складу Міндяцької сільської ради.
До 17 грудня 2004 року село мало статус смт.
Населення — 2282 особи (2010; 2949 в 2002).